# Takeo Hatanaka
En aquest nom japonès, el cognom és Hatanaka.
Takeo Hatanaka (japonès: 畑中武夫)  (Tanabe, 1 de gener de 1914 - Tòquio, 10 de novembre de 1963) va ser un astrofísic japonès.

## Biografia
Hatanaka va néixer a la prefectura de Wakayama. Es va graduar a la Universitat de Tòquio el 1953, sent nomenat professor d'aquesta universitat en les especialitats d'astrofísica i radioastronomia. Va fundar el Radio Observatori Nobeyama prop de Minamimaki, en la prefectura de Nagano el 1953, sent nomenat cap de la divisió de radioastronomia en l'observatori.
Els seus principals assoliments van estar centrats als camps teòrics de l'astrofísica i de la radioastronomia. Va ser secretari de diversos comitès del Consell Científic del Japó, i membre de diverses comissions assessores: geodèsia, geofísica, energia atòmica, i televisió, així com per a les activitats espacials del Japó.

## Eponimia
- En el seu honor va ser nomenat el cràter lunar Hatanaka.
- Així mateix, l'asteroide (4051) Hatanaka commemora el seu nom.